# Lewis-Schachfiguren

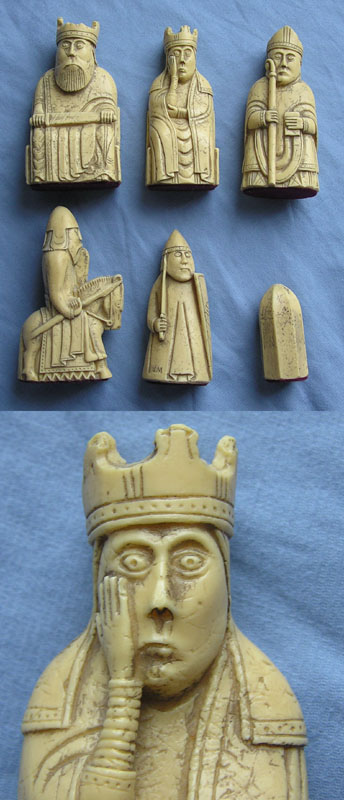
Reproduktionen der Lewis-Schachfiguren.
Obere Reihe: König, Königin, Bischof (bzw. Alfil); untere Reihe: Springer, Turm, Bauer; darunter eine vergrößerte Darstellung einer Königin

Die Lewis-Schachfiguren (englisch Lewis Chessmen) sind ein Satz von insgesamt 78 Schachfiguren, die 1831 auf der schottischen Isle of Lewis, der größten Insel der Äußeren Hebriden, entdeckt wurden. Sie wurden vermutlich in Norwegen hergestellt und gelten als die besterhaltenen mittelalterlichen Spielsteine. Außerdem sind sie ein hervorragendes Zeugnis romanischer Elfenbeinschnitzerei.

## Ursprünge
Die Schachfiguren entstanden vermutlich in der zweiten Hälfte des 12. Jahrhunderts in Norwegen, wo in Trondheim ähnliche Figuren entdeckt wurden. Zu dieser Zeit hatte sich das Schachspiel aus dem arabischen Raum über Sizilien und Spanien nach Europa verbreitet. Wikinger, die regen Handel mit den Arabern im Mittelmeerraum trieben, brachten schon früh das Schachspiel nach Skandinavien. So wurden in den Vogesen Schachfiguren skandinavischer Herkunft aus dem 10. Jahrhundert gefunden, die aber noch stark den arabischen Figuren ähnelten. Bei den Lewis-Schachfiguren dagegen wurde der Alfil, die Vorgängerfigur des Läufers, schon als Bischof dargestellt (die ursprüngliche Gestalt war ein Elefant), somit zählen diese Figuren zu den ersten Schachfiguren abendländischen Typs.
Die Lewis-Schachfiguren wurden im romanischen Stil aus dem Elfenbein von Walrossen und Walzähnen gefertigt. Bis heute erhalten sind insgesamt 78 Figuren, die zu vier Figurensätzen gehörten, von denen zwei vollständig sind. Insgesamt wurden 8 Könige, 8 Königinnen, 16 Bischöfe (Alfil/Läufer), 15 Springer, 12 Türme und 19 Bauern gefunden. Mit Ausnahme der Bauern, die Marksteinen ähneln, besitzen alle Spielfiguren menschliche Züge. Die Könige und Königinnen sitzen auf Thronen, die Springer auf Pferden. Kleidung und Waffen sind detailliert dargestellt, die Bischöfe sind mit einem Bischofsstab und einer Bibel ausgestattet. Einige der Türme sind als Berserker dargestellt, die mit wildem Blick in ihre Schilde beißen. Die meisten Spielfiguren betrachten das Spielgeschehen eher mit einem bestürzten Gesichtsausdruck. Die größten Spielsteine sind die Bischöfe, die bis zu 10,2 cm hoch sind. Da einige der Figuren ursprünglich rot bemalt waren, dürfte das Schachbrett in weiße und rote Felder unterteilt gewesen sein; eine Unterscheidung in Weiß und Schwarz war damals offenbar noch nicht üblich.

## Entdeckung und Ausstellung
Die Entdeckungsgeschichte ist ungeklärt, mit ihr sind mehrere Legenden und Gerüchte verbunden. Auch die Umstände, unter denen die Figuren auf die Isle of Lewis kamen, sind unbekannt. Im 12. und 13. Jahrhundert zählten die Äußeren Hebriden, an deren nördlichen Ende die Insel Lewis liegt, zum norwegischen Reich. Es wird angenommen, dass die Schachfiguren zu dieser Zeit auf der Isle of Lewis von einem norwegischen Händler versteckt wurden.
Erstmals präsentiert wurden die Lewis-Schachfiguren am 11. April 1831, als sie bei einem Treffen der Society of Antiquaries of Scotland ausgestellt wurden. Es gibt keine zeitgenössischen Quellen über den genauen Zeitpunkt der Entdeckung, die Figuren sollen aber in einer kleinen gemauerten Kammer in einer Sandbank in der Bucht von Uig an der Westküste von Lewis gefunden worden sein. Zusammen mit den Schachfiguren wurden 14 Tabula-Spielsteine und eine Gürtelschnalle gefunden.
Die Sammlung der Schachfiguren wurde bald nach der ersten Ausstellung aufgeteilt. Zehn Figuren wurden von dem Maler Charles Kirkpatrick Sharpe gekauft, 67 Figuren wurden vom Britischen Museum, wo sie auch heute noch ausgestellt werden, für 84 Britische Pfund erworben. Sharpe fand später noch eine weitere Figur und verkaufte alle elf Schachfiguren an den Sammler Lord Londesborough. 1888 wurden diese von der Society of Antiquaries of Scotland erworben, die sie dem Royal Museum in Edinburgh überließen (heute National Museum of Scotland).
Aus archäologischer Sicht gelten die Lewis-Schachfiguren als die besterhaltenen Zeugnisse nordischer Siedlungen in Schottland. Vor allem die Sammlung des Britischen Museums führte zur hohen Popularität der Figuren. Sie gelten als die berühmtesten mittelalterlichen Spielfiguren und sind in verschiedenen Nachbildungen erhältlich. In dem Film Harry Potter und der Stein der Weisen ist eine der Schachfiguren der roten Königin aus der Lewis-Sammlung nachempfunden. Auch in dem 2002 aufgeführten Fernsehfilm Geliebte Diebin spielt ein den Lewis-Figuren nachgebildetes Schachspiel eine wichtige Rolle.

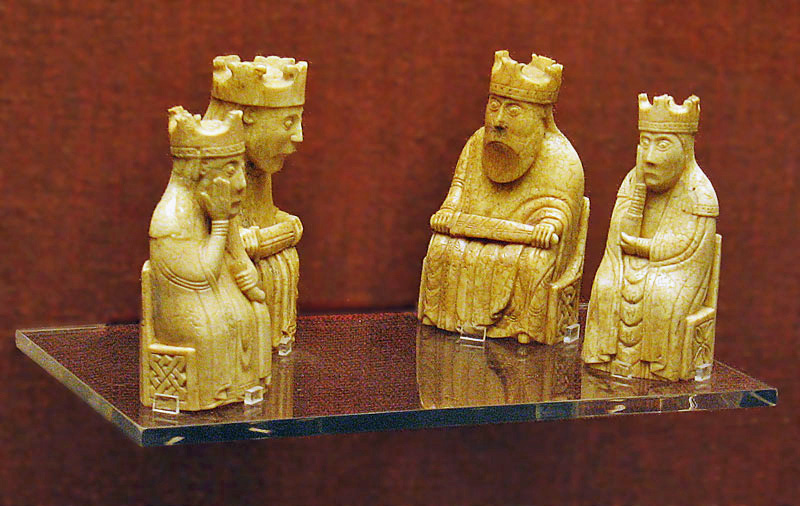
Zwei Könige und Damen (Britisches Museum)
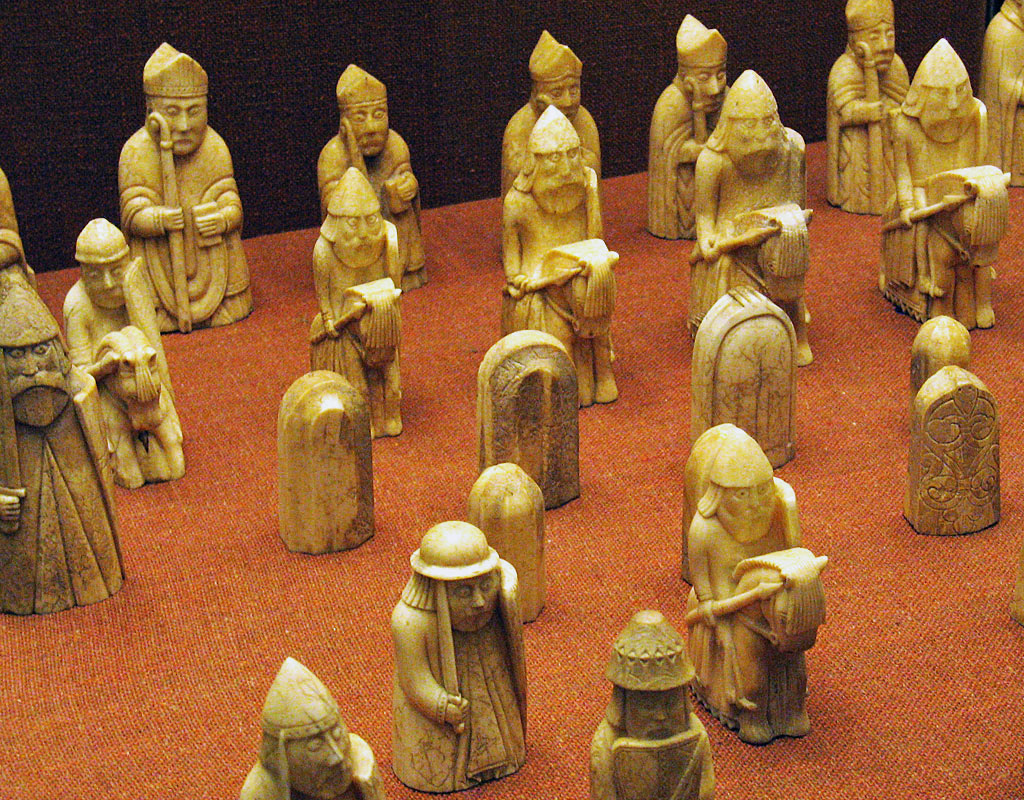
Reihe von Läufern im Hintergrund und Reihe von Springern davor, ganz vorne ein Springer und einige Bauern.
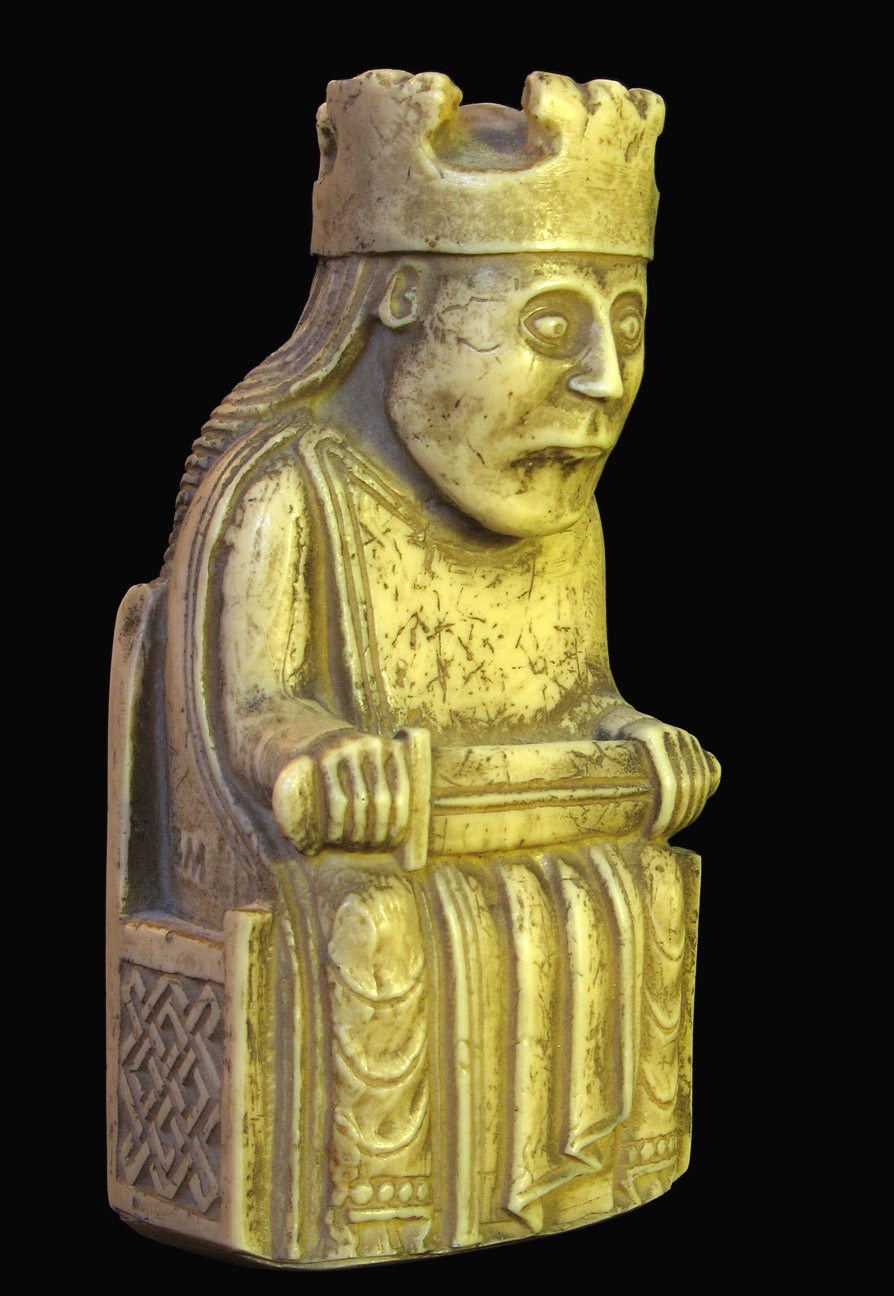
Kunstharz-Nachbildung eines der Könige
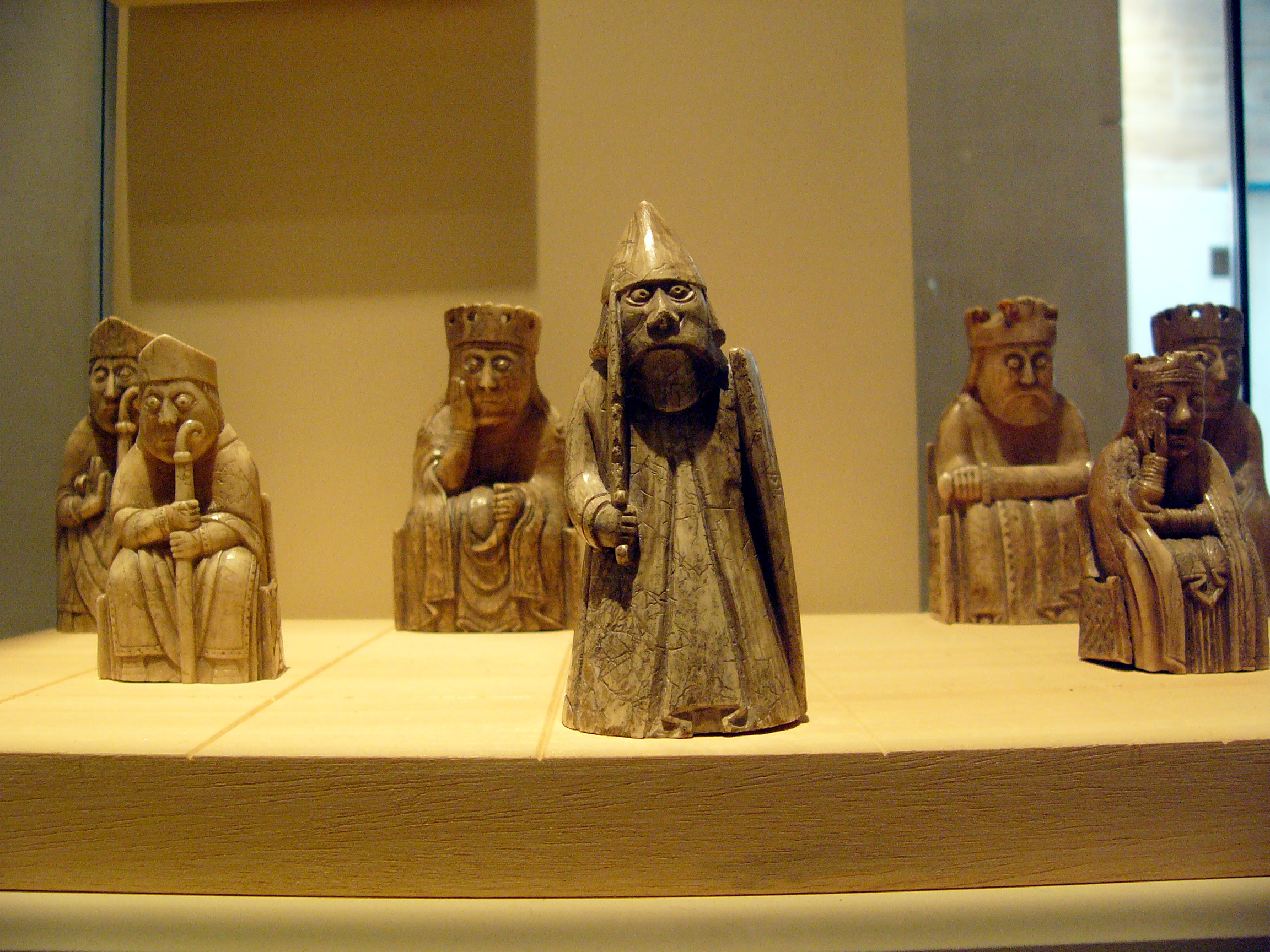
Lewis-Schachfiguren (Museum von Schottland)

In den Jahren 2010 und 2011 wurden die Figuren zusammen mit anderen Exponaten aus der Entstehungszeit in mehreren Museen in Schottland (in Aberdeen, Lerwick auf den Shetlands und Stornoway auf Lewis) unter dem Titel The Lewis Chessmen Unmasked ausgestellt.
Figuren aus dem bestand des British Museum sollen von Herbst 2026 bis Juli 2027 in Museen in der Normandie ausgestellt werden, als Teil der Leihe soll der Teppich von Bayeux hingegen im British Museum ausgestellt werden.

## Entdeckung eines Turmes
2018 entdeckte eine Familie in Edinburgh eine seit 1831 verloren geglaubte Figur bei sich zuhause. Ein Großvater des jetzigen Finders hatte sie als Antiquitätenhändler 1964 für 5 Pfund von einem anderen Händler erworben und sie als „Antique Walrus Tusk Warrior Chessman“ („antike Schachfigur aus Walrosselfenbein“) in sein Hauptbuch eingetragen. Seither wusste die Familie zwar von der Existenz der Figur, es konnte aber erst nach einer Begutachtung Ende 2018 im Auktionshaus Sotheby’s ihre wahre Identität festgestellt werden. Das Stück – eines von fünf, die verschwunden waren – ist ein Wächter („warden“) mit Helm, Schwert und Schild und soll nach heutigem Verständnis einen Turm darstellen. Die Figur wurde am 2. Juli 2019 bei Sotheby’s in London für 735 000 Pfund versteigert.